# アリカ・ウィリアムズ
アレクサンダー・デビッド・ウィリアムズ（Alxander David Williams, 1999年3月12日 - ）は、 アメリカ合衆国カリフォルニア州サンディエゴ出身のプロ野球選手（遊撃手）。右投右打。MLBのピッツバーグ・パイレーツ傘下所属。

## 経歴

### プロ入り前
2017年のMLBドラフト32巡目（全体962位）でニューヨーク・ヤンキースから指名されたが、契約せずにアリゾナ州立大学へ進学した。

### プロ入りとレイズ傘下時代
2020年のMLBドラフト戦力均衡ラウンドA（全体37位）でタンパベイ・レイズから指名されプロ入り。この年は新型コロナウイルスの影響でマイナーリーグの試合が開催されなかったため、公式戦の出場は無かった。
2021年、傘下のA級チャールストン・リバードッグスでプロデビュー。A+級ボーリンググリーン・ホットロッズとAAA級ダーラム・ブルズでプレーし、3チーム合計で 73試合に出場して打率.267、5本塁打、46打点、6盗塁を記録した。
2022年はA+級ボーリンググリーン、AA級モンゴメリー・ビスケッツ、AAA級ダーラムでプレーし、3チーム合計で96試合に出場して打率.249、10本塁打、62打点、7盗塁を記録した。
2023年は開幕からAA級モンゴメリーでプレーした。

### パイレーツ時代
2023年6月2日にロバート・スティーブンソンとのトレードで、ピッツバーグ・パイレーツへ移籍した。移籍後は傘下のAAA級インディアナポリス・インディアンスへ配属された。7月25日にメジャー契約を結んでアクティブ・ロースター入りし、同日のサンディエゴ・パドレス戦にて9回表に代打で登場してメジャーデビュー（結果は四球）。最終的にメジャーでは46試合に出場して打率.198、6打点を記録した。
2024年は、前年を下回る37試合の出場で打率.207、5打点、1盗塁を記録した。
2025年2月3日にティム・メイザを獲得したことに伴ってDFAとなり、8日にAAA級インディアナポリスに降格した。

## 詳細情報

### 年度別打撃成績
| 年 度    | 球 団    | 試 合 | 打 席 | 打 数 | 得 点 | 安 打 | 二 塁 打 | 三 塁 打 | 本 塁 打 | 塁 打 | 打 点 | 盗 塁 | 盗 塁 死 | 犠 打 | 犠 飛 | 四 球 | 敬 遠 | 死 球 | 三 振 | 併 殺 打 | 打 率 | 出 塁 率 | 長 打 率 | O P S |
| -------- | -------- | ----- | ----- | ----- | ----- | ----- | -------- | -------- | -------- | ----- | ----- | ----- | -------- | ----- | ----- | ----- | ----- | ----- | ----- | -------- | ----- | -------- | -------- | ----- |
| 2023     | PIT      | 46    | 112   | 101   | 7     | 20    | 5        | 0        | 0        | 25    | 6     | 0     | 0        | 1     | 0     | 9     | 0     | 1     | 35    | 2        | .198  | .270     | .248     | .518  |
| 2024     | PIT      | 37    | 96    | 87    | 13    | 18    | 4        | 2        | 0        | 26    | 5     | 1     | 0        | 5     | 0     | 3     | 0     | 1     | 22    | 0        | .207  | .242     | .299     | .541  |
| MLB：2年 | MLB：2年 | 83    | 203   | 188   | 20    | 38    | 9        | 2        | 0        | 51    | 11    | 1     | 0        | 6     | 0     | 12    | 0     | 2     | 57    | 2        | .202  | .257     | .271     | .528  |

- 2024年度シーズン終了時

### 年度別守備成績
| 年 度 | 球 団 | 遊撃（SS） | 遊撃（SS） | 遊撃（SS） | 遊撃（SS） | 遊撃（SS） | 遊撃（SS） |
| 年 度 | 球 団 | 試 合      | 刺 殺      | 補 殺      | 失 策      | 併 殺      | 守 備 率   |
| ----- | ----- | ---------- | ---------- | ---------- | ---------- | ---------- | ---------- |
| 2023  | PIT   | 45         | 31         | 73         | 4          | 18         | .963       |
| MLB   | MLB   | 45         | 31         | 73         | 4          | 18         | .963       |

- 2023年度シーズン終了時

### 背番号
- 75（2023年）
- 25（2024年）